# Ludwig von Colomb
Ludwig Christian Colomb, seit 1786 von Colomb (* 14. Oktober 1767 in Berlin; † 5. November 1831 in Breslau) war königlich-preußischer Regierungspräsident vom Regierungsbezirk Bromberg (1825–1831) in der Provinz Posen.

## Leben

### Herkunft
Die Eltern waren der preußische Geheime Oberfinanzrat und Kammerpräsident Aurich Peter Colomb (1719–1797) und Marie Elisabeth Bacmeister (1740–1807). Sein Bruder Peter von Colomb (1775–1854) war preußischer Offizier, zuletzt General der Kavallerie. Deren Schwester Amalie (1772–1850) war seit 1795 mit dem preußischen Generalfeldmarschall Gebhard Leberecht von Blücher verheiratet.

### Werdegang
Ludwig besuchte die Schule in Aurich und das Gymnasium in Berlin. Er studierte in Halle an der Saale Jura, Philosophie und Mathematik. 1791 arbeitete er in der Königlichen Domänenkammer in Aurich. 1792 wechselte er an die Kurmärkische Kammer in Berlin. Nach weiteren Verwendungen auf preußischen Verwaltungsämter wurde er 1809 zu Handlungskommissar für Kolberg ernannt. Seit 1816 als Regierungspräsident tätig, starb Colomb 1831 als Bromberger Regierungspräsident.

### Familie
Er war verheiratet mit Martyna von Zablocky (* 30. Januar 1781; † 10. September 1825). Das Paar hatte mehrere Kinder:
- Lorenz Peter Basilius Joseph (* 14. Juni 1803; † 3. Juni 1862), preußischer Justizrat
- Ludwig Viktor Wilhelm Joseph (* 5. Dezember 1804; † 5. November 1841), Leutnant a. D. ⚭ Johanna Baumüller (* 3. April 1814; † Charlottenburg)
- Peter Joseph Demetrius Vinzenz (* 20. Juni 1806; † 2. Dezember 1880), Major a. D. ⚭ Wilhelmine Parisius
- Marianna Katharina Rosa Josepha (* 16. Juni 1808; † 23. November 1868) Vorsteherin bzw. Leiterin der Wasserheilanstalt in Görbersdorf.[2]
- Eduard Antonin Christoph Emmerich Joseph (* 3. September 1809; † 5. Juni 1854) Rittmeister a. D. ⚭ 25. Februar 1851 Pauline Ludowike Amalie Voeltz (* 9. Juli 1830; † 5. März 1896)
- Amalie Ludmilla Maximiliana Josepha (* 12. Oktober 1810; † 13. Februar 1866) ⚭ Gustav Adolph Robert Hermann Brehmer (* 14. August 1826; † 28. Dezember 1889)[3]
- Gustav August Joseph Antonius (* 21. März 1812; † 6. September 1812)
- Alexander Friedrich Christian Joseph (* 3. April 1813; † 22. Dezember 1835), Leutnant im Infanterie-Regiment Nr. 33
- Theodor Albin Joseph (* 16. Dezember 1815; † 18. Juli 1852 in Baltimore)
- Wladimir Anastasius Joseph (* 17. August 1817; † 20. Juli 1876), Oberst a. D. 16. November ⚭ 1846 Malwine Auguste Johanne Schefler (* 15. Juli 1825; † in Braunschweig)
- Heinrich Johann Andreas Joseph (* 18. November 1823; † 30. Juni 1855 St. Thomas, Amerika), preußischer Referendar